# أوليس
أوليس، المعروف أيضًا باسم إيولسان، هو نوع من الجبن التقليدي الجزائري الذي يعود أصله إلى منطقة هقار (هوجار). يتم تحضير هذا الجبن من قِبل قبائل الطوارق المنتشرة في مختلف أنحاء الهقار، ويُعد جزءًا مهمًا من تراثهم الغذائي العريق.

## التحضير
يُصنع هذا النوع من الأجبان من الحليب الرائب بعد استخلاص الزبدة. 